# Malcolm-Jamal Warner
Malcolm-Jamal Warner, född 18 augusti 1970 i Jersey City, New Jersey, död 20 juli 2025 nära Cahuita i provinsen Limón, Costa Rica, var en amerikansk skådespelare, främst känd för sin roll som Theo Huxtable i The Cosby Show.

## Filmografi (urval)
- 1984 - The Cosby Show
- 1994 - Drop Zone
- 1994 - The Tuskegee Airmen (Uppdrag Berlin)
- 2005 - I'mPerfect
- 2008 - Fool's Gold

## Utmärkelser
- 1985 - Young Artist Award - Best Young Supporting Actor in a Television Comedy Series för The Cosby Show
- 1989 - Young Artist Award - Best Young Actor/Actress Ensemble in a Television Comedy, Drama Series or Special för The Cosby Show
- 1990 - Young Artist Award - Best Young Actor Supporting Role in a Television Series för The Cosby Show